# Kacykowiec żółtoskrzydły
Kacykowiec żółtoskrzydły, kacyk żółtoskrzydły (Cacicus chrysopterus) – gatunek małego ptaka z rodziny kacykowatych (Icteridae), występujący w Ameryce Południowej. Jest uznawany za gatunek najmniejszej troski.

## Systematyka
Gatunek po raz pierwszy zgodnie z zasadami nazewnictwa binominalnego opisał Louis Jean Pierre Vieillot w 1816 roku, nadając mu nazwę Cassicus albirostris. Autor oparł się na wcześniejszym (1802) opisie tego gatunku autorstwa Felixa de Azary, który nazwał tego ptaka yapu negro y amarillo. Niezależnie, nieświadom istnienia wcześniejszych opisów, gatunek ten opisał Nicholas Aylward Vigors pod nazwą Xanthornus Chrysopterus; jego opis ukazał się w 1825 roku w czasopiśmie „The Zoological journal”; jako miejsce typowe autor wskazał Brazylię. W 1851 roku Jean Cabanis utworzył dla Cassicus albirostris nowy, monotypowy rodzaj Archiplanus (nieuznawany obecnie). Gdy w XX wieku postanowiono przenieść gatunek z powrotem do rodzaju Cacicus (przywrócony oryginalny wariant pisowni Cassicus), okazało się, że nazwa albirostris jest już zajęta przez Tanagra albirostris Linnaeus, 1764 – nazwę będącą synonimem Cacicus cela (Linnaeus, 1758) (kacykowiec żółtosterny); wykorzystano zatem nazwę ukutą przez Vigorsa i kacykowiec żółtoskrzydły nosi odtąd nazwę Cacicus chrysopterus.
Nie wyróżnia się podgatunków.

### Etymologia
- Cacicus: hiszpańska nazwa „Cacique” dla kacyka, od nazwy cacike oznaczającej w języku Tainów ‘szefa’, od majańskiego cakchikeles ‘wódz’[16].
- chrysopterus: gr. χρυσοπτερος (khrusopteros) – ‘złotoskrzydły’ – od gr. χρυσος (khrusos) – ‘złoto’ i gr. -πτερος (-pteros) – ‘skrzydły’[17].

## Morfologia
Nieduży ptak ze średniej wielkości, grubym u nasady, dosyć długim i szpiczastym, bladym niebieskoszarym dziobem. Szczęka i żuchwa są lekko zakrzywione. Tęczówki od perłowobiałej do żółtej. Nogi czarne. Ptak o czarnym upierzeniu, z żółtą plamą na środkowej części skrzydła i jasnożółtą plamą nad piórami ogona. W zasadzie brak dymorfizmu płciowego, samica jest tylko nieco mniejsza od samca. Długość ciała z ogonem: samiec 20,7 cm, samica 19,3 cm; masa ciała: samiec 34,6–47,2 g, samica 30,4–34 g.

## Zasięg występowania
Kacykowiec żółtoskrzydły występuje we wschodniej Boliwii, w południowej Brazylii (od stanów Mato Grosso i Rio de Janeiro), w Paragwaju, Urugwaju i północnej Argentynie (prowincje Tucumán, Catamarca, Santa Fe i Entre Ríos). Jest gatunkiem osiadłym. Jego zasięg występowania według szacunków organizacji BirdLife International obejmuje 2,98 mln km².

## Ekologia
Głównym habitatem kacykowca żółtoskrzydłego są górskie lasy Yungas na zboczach Andów, obrzeża lasu, suche lasy ekoregionów Chiquitano dry forests i Gran Chaco. We wschodniej części zasięgu występowania zamieszkuje Mata Atlântica od lasu pierwotnego do lasu wtórnego. Zazwyczaj występuje na wysokościach od 400 m n.p.m. w Brazylii do 2800 m n.p.m. w Andach. Jest gatunkiem osiadłym, jednak pojedyncze osobniki były obserwowane na wschodzie Argentyny w okolicach Buenos Aires. Jest gatunkiem wszystkożernym, jego dieta składa się z owadów i innych bezkręgowców, drobnych kręgowców oraz owoców i nektaru. Żeruje na drzewach, może zwisać głową w dół. Żeruje głównie w parach lub grupach rodzinnych, ale także w grupach mieszanych, często z kacykami melodyjnymi i innymi kacykowatymi.

### Rozmnażanie

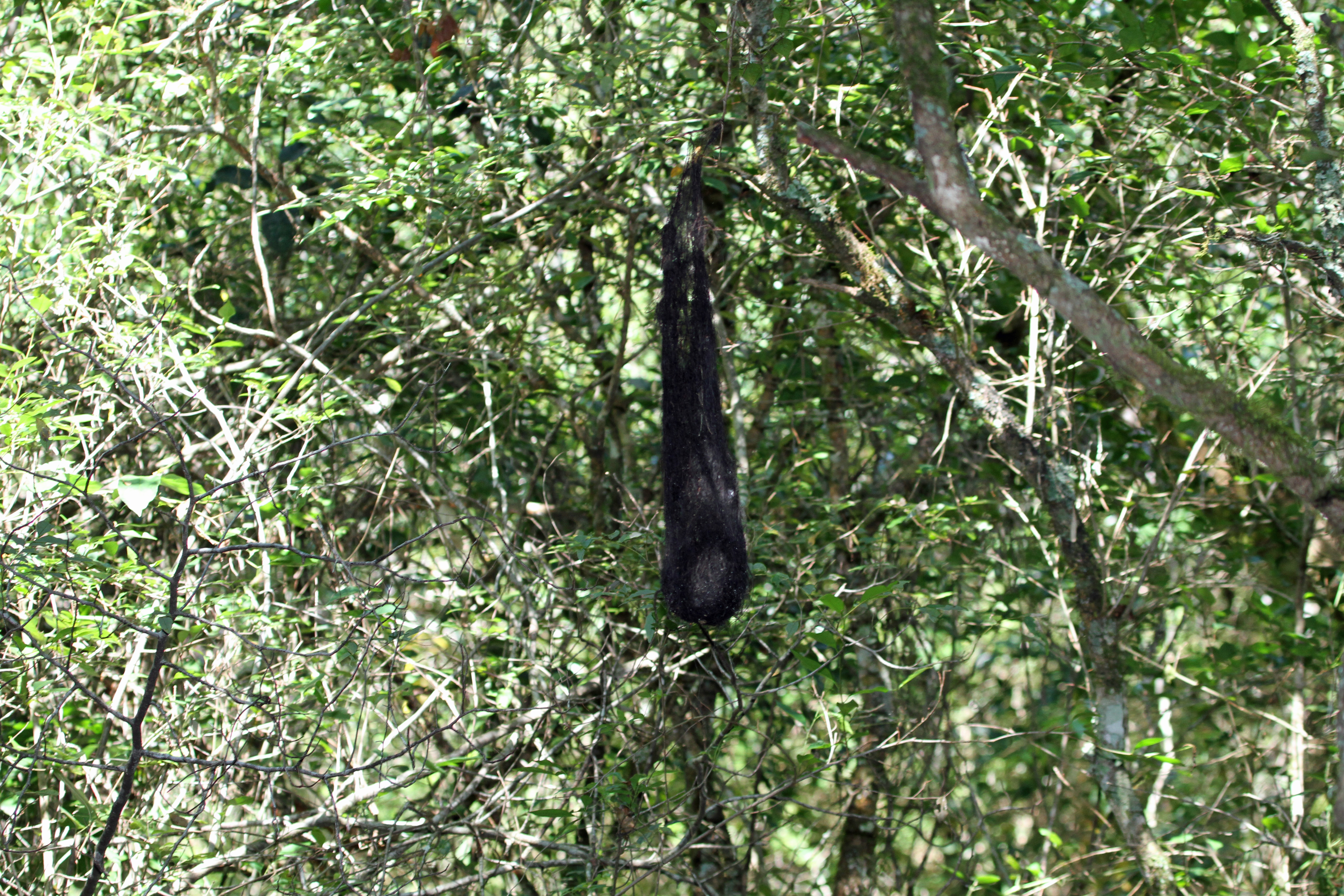
Workowate gniazdo kacykowca żółtoskrzydłego

Kacykowiec żółtoskrzydły jest gatunkiem monogamicznym. W Argentynie sezon lęgowy trwa od października do grudnia. Gniazdo w formie zamkniętego worka budowane jest przez samicę z ryzomorfów grzybów z rodzaju Marasmius, czasami z użyciem włosia końskiego. Ma długość 45–60 cm, wejście od góry. Zawieszone jest na czubku gałęzi, zazwyczaj nad strumieniem lub niewielkim zbiornikiem wodnym. W lęgu 2–4 jaja o wymiarach 24 na 16,6 mm, białe z brązowawymi plamami. Jaja wysiadywane są przez samicę, okres inkubacji 14–15 dni. Po wykluciu pisklęta karmione są przez oboje rodziców. Po 18–19 dniach opuszczają gniazdo. Następnie przez okres kilku miesięcy przebywają z rodzicami. Gniazda tego gatunku bywają wykorzystywane przez pasożyta lęgowego – starzyka granatowego.

## Status
W Czerwonej księdze gatunków zagrożonych IUCN kacykowiec żółtoskrzydły klasyfikowany jest jako gatunek najmniejszej troski (LC – Least Concern). Liczebność populacji nie jest określona, zaś jej trend oceniany jest przez BirdLife International jako prawdopodobnie stabilny z powodu braku dowodów na spadki populacji bądź istotne zagrożenia dla gatunku. Ptak ten opisywany jest jako dość pospolity.